# Hans Neuburg
Hans Neuburg (Olomouc, 1904 – Zurigo, 1983) è stato un critico d'arte, designer e grafico svizzero di origine ceca.
Editore di pubblicazioni specializzate in graphic design, fotografia, progettazione e allestimento, è stato uno dei principali esponenti della Scuola svizzera.

## Biografia
Neuburg inizia la propria attività nel 1930, in Svizzera, come copywriter. Nel 1932 cura le campagne pubblicitarie di alcune importanti aziende di Basilea. A partire dal 1933, e fino al 1938, cura la pubblicazione del periodico Industriewerbung. Nel 1935 gli viene conferito un premio per un manifesto del grande magazzino zurighese Oscar Weber. Nel 1939 progetta il padiglione per l'esposizione nazionale che si tiene nella città di Zurigo. Sempre in questo periodo inizia l'attività di critico d'arte per il quotidiano Dietat.
Nel 1958 fonda assieme a Josef Müller-Brockmann, Richard Paul Lohse e Carlo Vivarelli la rivista Neue Grafik. Le pubblicazioni andranno avanti per 18 numeri, dal settembre del 1958 fino al febbraio del 1965. Obiettivi principali della rivista saranno quelli di divulgare la nuova grafica moderna svizzera, commentare opere influenti, e costituire un tavolo di discussione per i principi spirituali e artistici della grafica contemporanea.
Nel 1963 diventa vicepresidente della ICOGRADA (International Council of Graphic Design Associations, concilio che raggruppa associazioni nazionali di grafica rappresentanti paesi di tutto il mondo) e riceve un incarico presso la scuola di Ulm. Nello stesso periodo è membro di giurie in alcune delle principali rassegne di arti applicate.

## Principali manifesti
- 1958 - Konstruktive Grafik
- 1969 - Schweizer Mustermesse - Basel 1969